# Kristins Hall

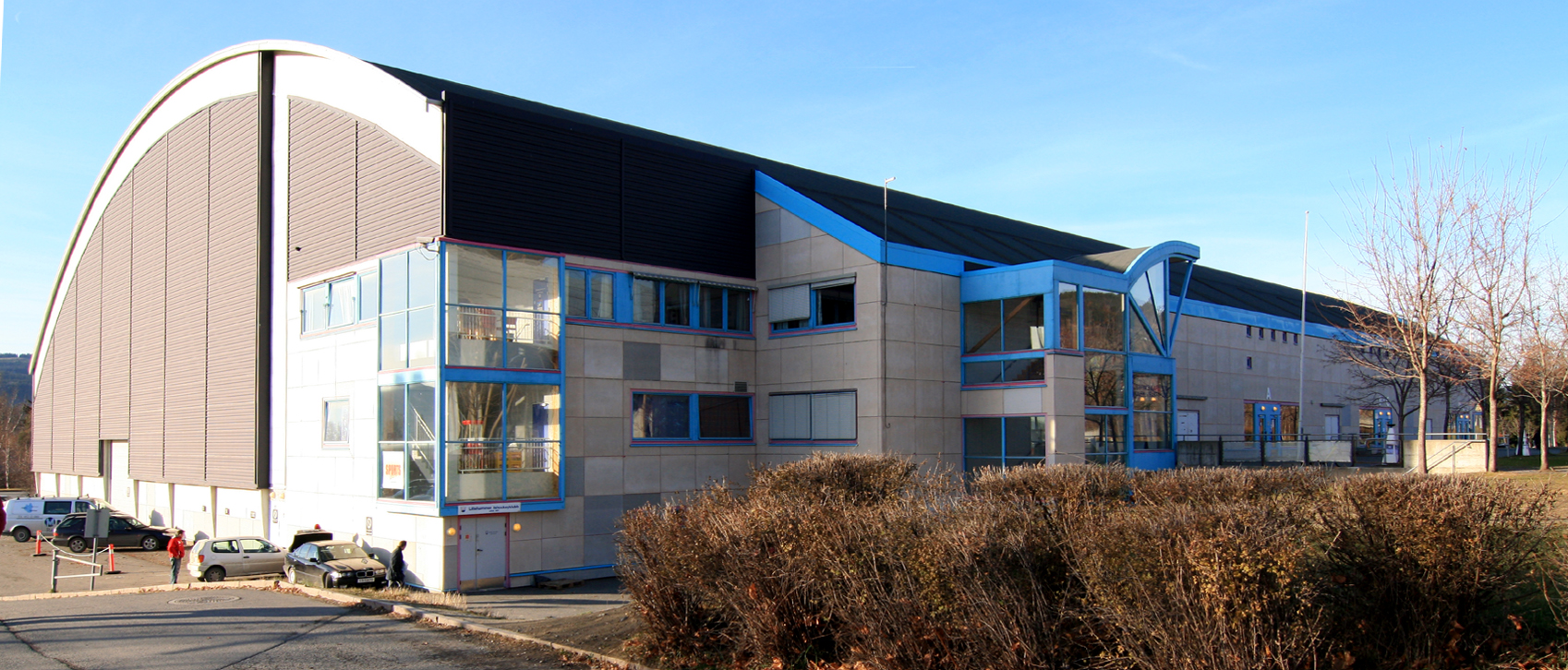
Kristins Hall

Eidsiva Arena, více známá jako Kristins Hall,je sportovní hala ve víceúčelovém stadionovém komplexu Stampesletta v Lillehammeru v Norsku. Skládá se z ledové plochy, hřiště na kombinovanou házenou a florbal a z curlingového kluziště. Vlastníkem a provozovatelem je kommune Lillehammer.
Motivací pro její stavbu bylo pomoci Lillehammeru, aby byl vybrán pro konání zimních olympijských her. Ledová plocha má kapacitu pro 3194 diváků a je domovským kluzištěm GET-ligaen hokejového klubu Lillehammer IK. Nicméně, pro některé speciální zápasy klub používá také mnohem větší Håkons Hall. Kristins Hall se nachází vedle haly Håkons Hall, která byla otevřena v roce 1993. Během zimních olympijských her v roce 1994 byla Kristins Hall tréninkovým kluzištěm a následně se tam konal turnaj v ledním para hokeji na zimních paralympijských hrách 1994. Místo také spolupořádalo B skupinu mistrovství světa v ledním hokeji v roce 1989. Během Zimních olympijských her mládeže v roce 2016 se zde konaly soutěže v curlingu a v ledním hokeji.

## Historie
Plány na vznik ledové plochy v Lillehammeru začaly již v 80. letech 20. století když Lillehammer dostal nabídku pořádat zimní olympijské hry v roce 1992. V roce 1985 obecní rada Lillehammeru uzavřela dohodu s Norskou konfederací sportů (NIF), která nabídla financovat 50 procent nové víceúčelové arény v Lillehammeru. V kombinaci s výstavbou lyžařského střediska Hafjell bylo součástí plánu připravit výstavbu nových sportovních areálů v Lillehammeru a jeho okolí, aby se městu zajistilo právo pořádat olympijské hry. Stavba získala státní dotace ve výši 25 milionů NOK. Norská konfederace sportů (NIF) ve svém doporučení pro využití veřejných grantů místo konání upřednostila. Hala byla otevřena v prosinci 1988 a její výstavba stála 65 milionů norských korun (NOK).
V roce 1988 byl pak Lillehammer vybrán pro pořádání zimních olympijských her 1994. Pro pořádání olympijských zápasů v ledním hokeji bylo nutné postavit větší zařízení. O názvu arény rozhodla městská rada Lillehammeru v říjnu 1988 v rámci širší politiky založené na historii Birkebeiner. Původně administrativa navrhla, aby se nová větší hala jmenovala Håkons Hall, po Haakonu Haakonarsonovi, dřívějším králi Norska, zatímco menší hala se měla jmenovat Sveres Hall, po králi Sverre Sigurdssonovi. Během politické debaty řada radních navrhla, aby se menší hala jmenovala Kristins Hall podle Sigurdssonovy dcery Kristiny Sverresdotter, což bylo městskou radou schváleno. Håkon a Kristin se stali maskoty olympijských her.
V průběhu let prošla hala malými renovacemi, včetně modernizace v roce 2007, která zahrnovala nové šatny na lední hokej, nové zařízení na výrobu ledu, nový systém osvětlení a novou plochu pro házenou.
Dne 25. dubna 2018 dostala společnost Lillehammer IK povolení prodat v nadcházející budoucnosti jméno Kristins Hall nějaké investiční společnosti, aby se získaly finanční prostředky pro potenciální jumbotron nebo na nová sedadla. V prosinci 2018 bylo ještě zprovozněno nové osvětlení v krovech arény, které umožnilo divákům napínavější atmosféru.
Dne 31. ledna 2019 Lillehammer IK společně s městskou radou Lillehammeru uzavřeli dohodu s firmou Eidsiva Energi za 6 milionů NOK (1,2 milionu na 5 let), kterou jí dali práva na jméno Eidisva. Dohoda byla uzavřena 1. května 2019 a nový název arény je Eidsiva Arena.
Byla zahájena rekonstrukce haly, včetně nové střechy, nových sedadel a videa výsledkové tabule.

## Popis

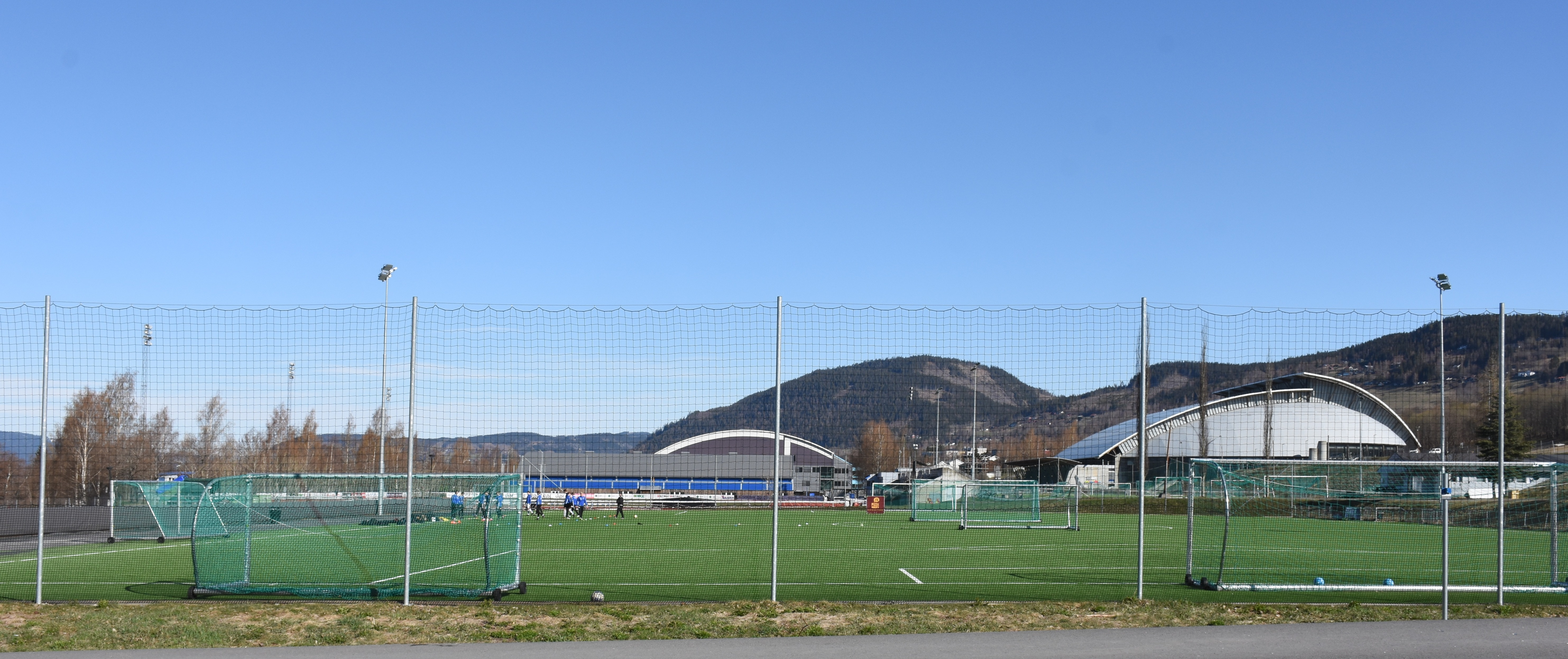
Stampesletta

Hala se nachází ve Stampesletta, asi 1 kilometr  od centra města Lillehammer, Norsko. Má hrubou plochu 9 000 metrů čtverečních se skládá ze tří hlavních částí: kluziště pro lední hokej, hřiště na kombinovanou házenou a florbal a kluziště pro curling. Areál má osm šaten, z nichž dvě jsou určeny pro rozhodčí, posilovnu, 100 m dlouhou čtyřstopou dráhu pro sprint, zasedací místnosti, tři kiosky, VIP zařízení a bufet. Házenářská hala má umělý povrch o rozměrech 22 x 44 metrů.
Ledová plocha je certifikována Norským svazem ledního hokeje pro 3 197 diváků, ale za zvláštních okolností jich pojme až 4 000í. Chladicí a topné systémy pro Håkons Hall a Eidsiva Arena jsou propojeny, což jim umožňuje vzájemně využívat energetické rezervy.

## Nájemci a události
Zimní stadion je domovským klutištěm klubu Lillehammer IK, který hraje GET-ligaen, extraligu ledního hokeje v Norsku. Během sezóny hrají jeden až dva domácí zápasy týdně a obvykle je sleduje 1 000 až 1 500 diváků. Arénu slavnostně otevřeli v prosinci 1988 zápasem proti klubu Oshaug. Zimní stadion využívá také norská vysoká škola elitního sportu (Norwegian College of Elite Sport) v Lillehammeru a Lillehammer Kunstløpklubb. Hřiště pro házenou využívají Lillehammer Innebandyklubb a Lillehammerstudentenes IL. Curlingové kluziště využívá Lillehammer Curlingklubb. Místo  vlastní a provozuje kommune Lillehammer.
Oficiálním otevřením byl 12. prosinec 1988a to zápasem Norska proti Západnímu Německu.. V roce 1989 se tam konalo  mistrovství světa B-skupiny v ledním hokeji.Deset zápasů bylo odehráno v Lillehammeru, včetně úvodního utkání mezi Norskem a Japonskem a18 zápasů bylo odehráno v Oslu.
Během zimních olympijských her v roce 1994 byla Kristins Hall využívána jako tréninkové místo pro týmy ledního hokeje, které hrály své zápasy v Håkons Hall a Gjøvik Olympiske Fjellhall. Během zimních paralympiád v roce 1994 se v Kristins Hall  konal turnaj ve sledge hokeji. Aréna byla znovu využita pro Zimní olympijské hry mládeže 2016, konaly se tam soutěže v curlingu a v ledním hokeji. Za tímto účelem aréna rozšířila curlingové kluziště, aby uspokojila mezinárodní požadavky a zvýšila diváckou kapacitu.